# Fagonia arabica
Fagonia arabica är en pockenholtsväxtart som beskrevs av Carl von Linné. Fagonia arabica ingår i släktet Fagonia och familjen pockenholtsväxter.

## Underarter
Arten delas in i följande underarter:
- F. a. membranacea
- F. a. negevensis
- F. a. tilhoana
- F. a. viscidissima